# 90482 Orcus
Orcus /ˈɔːrkəs/ (định danh hành tinh vi hình: 90482 Orcus, có mã hiệu 2004 DW) là một hành tinh lùn bên ngoài Sao Hải Vương với một vệ tinh lớn Vanth. Nó có đường kính 910 km. Bề mặt của Orcus tương đối sáng với suất phản chiếu đạt 23%, có màu trung tính và nhiều nước. Nó được Michael Brown thuộc nhóm Caltech, Chad Trujillo của Đài thiên văn Gemini và David Rabinowitz ở trường Đại học Yale cùng phát hiện ra. Bức ảnh dùng để phát hiện ra Orcus được chụp vào ngày 17 tháng 2 năm 2004.

## Lịch sử

### Khám phá

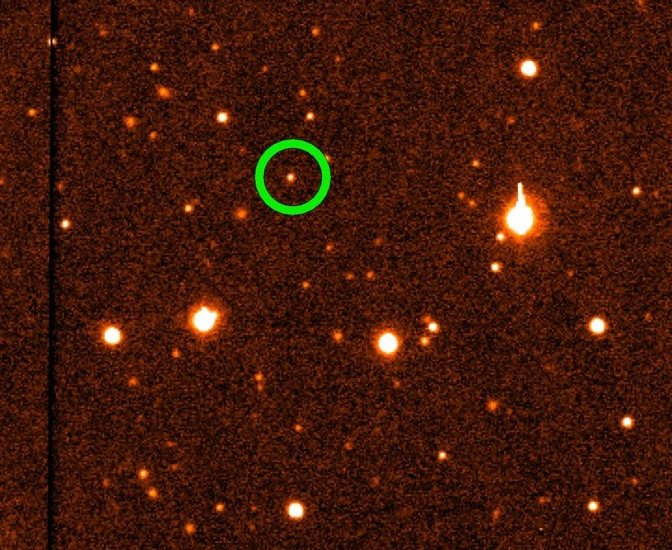
Hình ảnh khám phá của Orcus được chụp vào năm 2004

Orcus được phát hiện vào ngày 17 tháng 2 năm 2004, bởi nhà thiên văn học người Mỹ Michael Brown thuộc Caltech, Chad Trujillo của Đài thiên văn Gemini và David Rabinowitz thuộc trường Đại học Yale. Lật lại các bức ảnh chụp trước đây do Đài thiên văn Palomar chụp vào đầu ngày 8 tháng 11 năm 1951, sau đó thu được từ Khảo sát Bầu trời Kỹ thuật số, các nhà thiên văn học cũng đã tìm ra dấu vết của Orcus.

### Tên
Theo hướng dẫn của Liên hiệp thiên văn thế giới về cách đặt tên, những thiên thể tương tự về kích thước và quỹ đạo với sao Diêm Vương (Pluto) được đặt theo tên những vị thần của thế giới bên kia. Vì thế, những người phát hiện đề xuất đặt tên cho thiên thể mới này theo tên của Orcus, thần chết trong Thần thoại La Mã. Cái tên này được chính thức công nhận vào ngày 22 tháng 11 năm 2004.

## Quỹ đạo
Orcus là một plutino (các thiên thể tương tự với Sao Diêm Vương) lớn. Orcus có cộng hưởng quỹ đạo 2:3 với Sao Hải Vương, có chu kỳ quỹ đạo là 245 năm với quỹ đạo tương tự Sao Diêm Vương,, nhưng định hướng khác nhau. Mặc dù có những thời điểm, quỹ đạo của Orcus tiệm cận với quỹ đạo của Sao Hải Vương, nhưng khoảng cách của Orcus với Sao Hải Vương vẫn là rất lớn. Trong ít ra là 14.000 năm nữa, Orcus sẽ vẫn ở khoảng cách lớn hơn 18 AU (khoảng 2,7 tỉ km) so với Sao Hải Vương.

## Đặc điểm vật lý

### Màu sắc và quang phổ
Những quan sát bằng tia hồng ngoại được thực hiện bởi đài quan sát Nam Âu cho thấy bề mặt của Orcus gồm có băng nước và các hợp chất carbon. Cùng với những quan sát quang phổ từ đài thiên văn Gemini, có thể bề mặt của Orcus được bao phủ bởi từ 15% đến 30 % là băng nước, nhưng không quá 50%. So sánh với các thiên thể khác trong hệ Mặt trời, Orcus có ít băng hơn Charon, và tương đương với Triton. Băng methan có ít hơn 30%. Trong tương lai, người ta có thể phát hiện ra các thành phần khác trên bề mặt của Orcus.
Các thiên thể trong vành đai Kuiper có màu sắc rất khác biệt. Orcus có màu nhạt hơn so với màu đỏ của Ixion.

### Kích thước và độ rọi
|  |

Độ rọi tuyệt đối của Orcus là 2,3, nhỏ hơn một chút so với một thiên thể thuộc vành đai Kuiper khác là 50000 Quaoar. Những quan sát của kính viễn vọng không gian Spitzer bằng tia hồng ngoại cho thấy Orcus có đường kính từ 874 km đến 1.020,4 km. Độ phản xạ của Orcus khá cao, cỡ 0,2.

## Vệ tinh

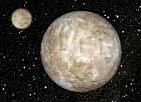
Vệ tinh Vanth của Orcus

Phát hiện về vệ tinh của Orcus được đưa ra ngày 22 tháng 2 năm 2007. Quỹ đạo của vệ tinh này chưa được xác định.
Vệ tinh được phát hiện cách Orcus 0,25 arcsec (góc giữa 2 thiên thể nhìn từ người quan sát tại Trái Đất). Sự chênh lệnh độ rọi là vào khoảng 2,7. Nếu như vệ tinh này có cùng độ phản xạ như Orcus thì đường kính của nó ở vào cỡ 220 km, tương đối lớn nếu so với chính Orcus. Brown tin rằng, với cấu trúc nhiều băng như của Orcus thì rất khó để vệ tinh là một mảnh vỡ của Orcus. Rất có thể vệ tinh này ban đầu cũng là một thiên thể trong vành đai Kuiper đã bị lực hấp dẫn của Orcus "tóm" làm vệ tinh.